# Shetland (cavallo)
Lo Shetland è una razza di pony molto robusto in rapporto alla taglia. I pony Shetland sono i più bassi dopo i falabella, ma al contrario di questi ultimi - che possono essere montati solo da bambini leggeri - gli Shetland possono portarne anche di piuttosto pesanti. Gli Shetland hanno un temperamento vivace e testardo ma sono facili da addestrare perché sono molto intelligenti. 

## Origine
Si trovano principalmente nelle isole Shetland, nelle isole Orcadi e nella Scozia settentrionale. In passato erano molto diffusi poiché la forma piccola, abbinata a una considerevole forza e resistenza, li rendeva adatti al trasporto del materiale di scavo nelle gallerie delle miniere della zona settentrionale della Scozia e delle isole limitrofe. Infatti, date le ridotte dimensioni dei cunicoli, i cavalli più grandi non potevano evidentemente aiutare i minatori. Terminata l'attività estrattiva il numero dei pony Shetland è drasticamente diminuito e oggi ne sopravvivono solo poche centinaia, grazie alla passione di alcuni allevatori locali e ai bambini più piccoli che si avvicinano all'equitazione montando appunto i pony delle Shetland.
Nonostante l'apparenza docile questi pony sono comunque vivaci e dotati di un forte carattere.

## Storia
Questi piccoli pony sono sempre esistiti nelle isole Shetland dove durante gli scavi archeologici sono state trovate ossa di piccoli cavalli risalenti all' età del bronzo. Lo shetland del XXI secolo è un cavallo che discende notoriamente da 2 razze, il Cob della tundra e il pony delle montagne del sud Europa. Questi due cavalli sono approdati sulle isole durante le glaciazioni e lo spostamento delle terre emerse. Successivamente i pony delle isole vennero incrociati con dei cavalli portati dai Celti. Successivamente la razza si è evoluta per rispondere alle esigenze commerciali dell' isola. Grazie al trasporto via mare si sono evolute genealogie differenti, una con testa grande e arti massicci e una con testa piccola e arti lunghi e affusolati.
Nel 1847 fu proibito ai bambini di entrare nelle miniere di carbone, quindi come alternativa si usavano questi pony, che grazie alle loro caratteristiche morfologiche e al carattere si adattarono facilmente al lavoro in miniera, sostituendo i bambini. In questo periodo furono istituiti degli studbook specifici per selezionare i migliori stalloni da trasporto in miniera. La razza successivamente è stata utilizzata per avvicinare i bambini all'equitazione. Inoltre durante il diciannovesimo secolo i piccoli pony sono stati utilizzati per il traino di piccole carrozze. La stessa regina Vittoria ne possedeva alcuni che utilizzava per il tiro leggero. Nel 1890 vista la popolarità di questa razza, viene fondata in Inghilterra la società Shetland pony, dove viene conservato lo studbook di razza in cui sono scritti i più importanti stalloni. Nel ventunesimo secolo la razza continua ad essere utilizzata per avvicinare i bambini all' equitazione e per il tiro leggero.

## Caratteri morfologici
Lo Shetland ha caratteristiche mesomorfe: il tronco è robusto tipico dei cavalli da lavoro, gli arti sono corti e forti, i piedi piccoli, ben conformati e duri; queste caratteristiche gli permettono di camminare senza difficoltà anche su terreni accidentali. Il collo è corto e forte , la testa è ben proporzionata al resto del corpo con fronte larga, le orecchie sono piccole e piuttosto mobili, indice di una media nevrilità. Mantelli principali: pezzato, baio, sauro , morello e sorcino (anche se più difficile da trovare), anche se sono ammessi tutti i mantelli.  Questo tipo di pony si distingue per avere criniera e coda moto folte; la pelliccia sottile e morbida in estate mentre più spessa e ispida in inverno gli permettono di adattarsi bene ai cambiamenti climatici. Il pony Shetland ha un'altezza al garrese tra i 90 - 105 cm e un peso medio compreso tra i 150 - 180 kg.

## Allevamento
Allo stato semi brado questo cavallo si nutre principalmente di erbe, muschi e licheni che crescono spontaneamente, mentre in cattività la sua alimentazione varia da erba di pascolo a fieno con possibili integrazioni di mangime. Lo Shetland allo stato brado si può riprodurre durante tutto l'arco dell'anno con una concentrazione maggiore tra febbraio e luglio; la gravidanza è di circa 11 mesi e il periodo di allattamento del puledro è molto variabile, può durare dai sei ai dodici mesi fino al completo svezzamento.